# Execução em massa de bielorrussos de 1937
Em outubro de 1937 houve um extermínio em massa de escritores, artistas e estadistas bielorrussos pelas autoridades comunistas. Este evento marca o auge do Grande Expurgo e repressões na Bielorrússia Oriental controlada pelos soviéticos.
Mais de 100 pessoas notáveis foram executadas, a maioria delas na noite de 29-30 de outubro de 1937. Sua inocência foi mais tarde admitida pela União Soviética após a morte de Josef Stalin.

## História
Em 7 de setembro de 1937, Josef Stalin assinou uma lista de pessoas a serem julgadas por uma comissão militar soviética. A lista também foi assinada por Vyacheslav Molotov, Lazar Kaganovich, Klim Voroshilov e Nikolai Yezhov. Os resultados dos julgamentos relacionados a pessoas da RSS da Bielorrússia foram formulados em uma lista diferente datada de 15 de setembro de 1937 e assinada por Stalin, Molotov e o alto funcionário da segurança do Estado Vladimir Tsesarsky. A lista de pessoas do RSS da Bielorrússia condenadas à execução incluía 103 pessoas, mais seis pessoas foram sentenciadas a dez ou mais anos de campos de concentração.
A lista inicial foi ampliada pelo NKVD da RSS da Bielorrússia. As pessoas adicionadas à lista pelo NKVD da Bielorrússia estão marcadas com um asterisco (*) na lista abaixo. As execuções ocorreram na prisão interna do NKVD em Minsk (conhecida como Amerikanka). O jornalista Leanid Marakou alegou que entre 3 de março de 1937 e 22 de maio de 1938, mais de 100.000 pessoas foram vítimas de repressão pelas autoridades soviéticas.

## Lista de pessoas executadas
1. Barys Abukhou
2. Mikalay Arabey, chefe do departamento de educação primária do Partido Comunista da Bielorrússia
3. Navum Aronau
4. Ihnat Afanasyeu, conferencista e pedagogo
5. Anatol Auhustsinovich, chefe do departamento de construção do Soviete dos Comissários do Povo (governo) da Bielorrússia da Bielorrússia
6. Siamion Babkou
7. Heorhi Barzunou
8. Vadzim Bashkevich, funcionário sênior do Comissariado do Povo para a Educação
9. Salamon Beilin
10. Abram Belatsarkouski
11. Yakau Branshteyn, crítico literário
12. Ivan Burdyka, funcionário do governo
13. Viktar Vaynou, jornalista
14. Aliaksandr Varonchanka, commisar do povo (ministro) para a educação da Bielorrússia
15. Stanislau Varshauski
16. Ryhor Vasilyeu-Vashchylin
17. Anatol Volny, artista
18. Mousha-Nokhim Habayeu
19. Apanas Habrusiou
20. Platon Halavach, escritor
21. Anton Heyshtern
22. Iosif Hershon, vice-ministro da Educação da Bielorrússia
23. Yakau Hinsburh
24. Abrão Hosin
25. Kanstantsin Hurski
26. Nokhman Hurevich
27. Mikalai Dzeniskevich, oficial sênior do Partido Comunista
28. Mikalay Dzmitrau
29. Ananiy Dziakau, presidente da Universidade Estadual da Bielorrússia em 1934-1935
30. Abram Drakakhrust
31. Ales Dudar, poeta
32. * Khatskel Dunets, crítico e escritor
33. Hirsh Elianson
34. Mikalai Yermakou
35. Ivan Zhyvutski, professor
36. Navum Zamalin, professora júnior do Instituto Veterinário de Vitsebsk
37. Mikhas Zaretski, escritor
38. Aliaksandr Ziankovich
39. Aliaksandr Ivanou
40. Prokhar Ispraunikau, jornalista agrícola da Vitsebsk
41. Zakhar Kavaliou, estadista, funcionário do Partido Comunista
42. Vasil Kaval, escritor
43. Zakhar Kavalchuk, líder sindical
44. Mikalai Kandrashuk, funcionário sênior do Commisariate do Povo para a Indústria Leve da Bielorrússia
45. Salamon Kantar
46. Mikhail Kapitanaki
47. * Jazep Karaneuski, estadista, pedagogo
48. Ivan Karpenka, veterinário
49. Herasim Kachanau
50. Viktar Klianitski
51. Todar Kliashtorny, poeta
52. Iosif Kudzelka, chefe do departamento de direitos autorais da União dos Escritores da Bielorrússia
53. Maisei Kulbak, escritor de língua iídiche
54. Aliaksei Kuchynski, estadista, pedagogo, jornalista
55. Mikhail Labadayeu, oficial do Partido Comunista
56. Leanard Lashkevich, funcionário sênior de agricultura
57. Aliaksandr Levin, crítico de literatura
58. Salamon Levin, crítico de literatura
59. Pinia Leybin
60. Khaim Liaybovich
61. Maksim Liaukou, ministro da Justiça da Bielorrússia
62. Siamion Likhtenshteyn
63. Mikite Lukashonak
64. Yurka Liavonny, poeta
65. Salamon Liampert, estudante
66. Elizar Mazel, veterinário, cientista
67. Leu Mayseeu, oficial do Partido Comunista da Bielorrússia
68. Barys Malau, funcionário sênior da Commisariate do Comércio do Povo
69. Valery Marakou, poeta
70. Stsiapan Marhelau, cientista de geografia
71. Mikhail Marholin
72. Barys Maryanau, oficial do Partido Comunista da Bielorrússia
73. Pavel Maslennikau
74. Andrei Melik-Shakhnazarau
75. Abram Mirlin
76. Mikalai Misnikou
77. Dziamyan Mikhaylau, conselheiro do governo da Bielorrússia
78. Mikalay Mikheyeu
79. Siarhei Mitskou, diretor da fábrica, funcionário do ministério
80. Sierhei Murzo, poeta
81. Pavel Mukhin, veterinário
82. Yakau Navakhrest
83. Ivan Nestsiarovich
84. Ivan Padsiavalau
85. Ivan Paplyka
86. Mikhail Pasmarnik
87. Vasil Petrushenia, consultor de transportes e serviços públicos no governo da Bielorrússia
88. Ziama Pivavarau, poeta
89. Mikhail Pitomtsau
90. Apalon Pratapopau
91. Ryhor Pratasenia, cientista da química da agricultura
92. Izrail Purys
93. Aliaksandr Putsilouski
94. Ivan Putsintsau
95. Kuzma Piatrashyn
96. Yanka Niomanski, escritora, ativista social
97. Aron-Leyb Razumouski
98. Mikhail Rydzeuski, professor universitário
99. Aliaksandr Samakhvalau
100. Yakau Sandamirski, professor universitário
101. Oskar Saprytski, funcionário do governo
102. Ivan Sarokash
103. Yakau Spektar, funcionário do governo
104. Vasil Starynski
105. Vasil Stasheuski, escritor
106. Heorhi Strele, diretor de sovkhoz
107. Mikalai Suroutsau
108. Dzmitry Sialou, oficial no ministério da educação
109. Pantsialey Siardziuk, biólogo
110. Miron Tanenbaum
111. Yudal Taubin, poeta
112. Ivan Trotski
113. Elia Trumpatski
114. Andrei Turlay, Comissário do Povo para sovkhozy da Bielorrússia
115. Yauhen Uspenski, físico
116. Ryhor Falkin
117. Aba Finkelshtayn
118. Yausei Flombaum
119. Isak Frydman, funcionário do governo
120. Dzmitry Kharlats
121. Izi Kharyk, poeta
122. Piatro Khatuliou, crítico de literatura
123. Aliaksandr Charnushevich, ministro da educação
124. Mikalai Charniak
125. Mikhas Charot, poeta
126. Kanstantsin Chachura
127. Makar Shalay, crítico de literatura
128. Yudal Shapira
129. Pavel Shastakou, jornalista
130. Aran Yudelson, poeta da língua iídiche
131. Yakau Yulkin
132. Viktar Yarkin, oficial na navegação dos barcos a vapor do rio Dniapro-Dzvina em HomelBarys Abukhou